# 中原文夫
中原 文夫（なかはら ふみお、1949年8月15日 - ）は、日本の小説家。
広島県広島市生まれ。本名・田部知恵人。一橋大学商学部卒業。文藝春秋社に勤務し、出版部長、編集委員などを歴任する。1994年「不幸の探究」で第111回芥川賞候補。句誌「風鈴」、歌誌「短歌人」に所属する俳人・歌人でもある。日本文藝家協会会員。元早稲田大学大学院政治学研究科非常勤講師。
「神隠し」所収の『不定期バスの客』は「世にも奇妙な物語」で映像化されたほか、ダンカン主演・脚本の映画『生きない』の原案にもなった。
2018年、NHK「ラジオ深夜便」で短編小説「再会のゆくて」が兼清麻美アナウンサーによって朗読された。
近年は「正論」や「文藝春秋オピニオン」などに、勅撰和歌集の現代での復活を訴える論考を寄稿している。

## 著書
- 言霊  2000.8 角川春樹事務所
- 霊厳村 2001.2 角川春樹事務所
- 輝きの修羅 歌集 郁朋社 2002.12
- 月明 句集 郁朋社 2004.10
- 不幸の探究 作品社 2005.4
- 土御門殿妖変 作品社 2005.11
- 神隠し 作品社 2006.10
- けだもの 作品社 2009.9
- アミダの住む町 作品社 2014.6
- ともがら（朋輩）作品社 2019.10
- 王朝和歌、こんなに面白い　作品社　2024.1

## 参考
- 芥川賞のすべて・のようなもの